# ویرجیل (حوزه سرشماری)، نیویورک
ویرجیل (به انگلیسی: Virgil) یک منطقهٔ مسکونی در ایالات متحده آمریکا است که در نیویورک واقع شده‌است. ویرجیل ۲٫۳ کیلومتر مربع مساحت دارد ۴۲۹٫۷۷ متر بالاتر از سطح دریا قرار دارد.